# Техек
Езерото Техек (на английски: Tehek Lake) е 23-то по големина езеро в канадската територия Нунавут. Площта му, заедно с островите в него е 481 км2, която му отрежда 100-тно място сред езерата на Канада. Площта само на водното огледало без островите е 455 км2. Надморската височина на водата е 133 м.
Езерото се намира в югозападната част на канадската територия Нунавут, на 49 км северно от езерото Бейкър. Дължината му от запад на изток е 58 км, а максималната му ширина от север на юг – 28 км. Техек има характерна форма наподобяваща завъртяна на 220° буква „Т“ (вертикалната чертичка на „Т“-то сочи на североизток).
Техек има силно разчленена брегова линия, със стотици малки заливи, полуострови, протоци и острови, общата площ на които е 26 км2.
В езерото се вливат множество малки рекички, а от източния му край изтича късата (11 км) река Техерт, десен приток на река Койк, вливаща се в залива Честърфийлд на Хъдсъновия залив.